# Night at the Museum: Kahmunrah Rises Again
Night at the Museum: Kahmunrah Rises Again es una película animada de 2022 dirigida por Matt Danner y escrita por Ray DeLaurentis y William Schifrin. La secuela de Secret of the Tomb, es la primera película animada de la serie de películas Night at the Museum y la cuarta entrega en general. La película sigue a Nick Daley, el hijo de Larry Daley, que se convierte en guardia nocturno en el Museo de Historia Natural. Además de Nick Daley, también presenta a Kahmunrah, el antiguo antagonista de la segunda película.
A diferencia de las películas de acción real, 1492 Pictures no está involucrada en la película. Night at the Museum: Kahmunrah Rises Again se estrenó el 9 de diciembre de 2022 en Disney+. Al igual que sus predecesores, la película recibió críticas mixtas de los críticos.Muchos fans de Una Noche en el Museo se descontentaron porque esta nueva entrega no respetó la memoria del fallecido actor Robin Williams, ya que la tercera película era para muchos el verdadero final de la trilogía y que también sirvió como un homenaje definitivo con relación al fallecimiento del actor.

## Reparto de voz
- Joshua Bassett como Nick Daley (anteriormente interpretado por Jake Cherry y Skyler Gisondo), el hijo de Larry Daley, y el nuevo guardia de seguridad en el Museo Americano de Historia Natural.[1]
- Jamie Demetriou como Dr. McPhee (anteriormente interpretado por Ricky Gervais), el director del Museo de Historia Natural y antiguo jefe de Larry.[1]
- Alice Isaaz como Juana de Arco, la estatua de la mujer, que dirigió el Francés en la guerra contra el Inglés, y ve visiones del futuro.[1]
- Gillian Jacobs como Erica Daley (anteriormente interpretada por Kim Raver), exesposa de Larry y madre de Nick.[1]
- Joseph Kamal como Kahmunrah[1]
- Thomas Lennon como Theodore Roosevelt (anteriormente interpretado por Robin Williams), la escultura de cera del vigésimo sexto presidente de los Estados Unidos. Lennon interpretó previamente a Orville Wright en la segunda película.[1]
- Zachary Levi como Larry Daley (anteriormente interpretado por Ben Stiller), el padre de Nick, el exesposo de Erica y el anterior guardia de seguridad del museo.[1]
- Alexander Salamat como Attila(anteriormente interpretado por Patrick Gallagher), la estatua del líder de los hunos.[1]
- Kieran Sequoia como Sacajawea, (anteriormente interpretada por Mizuo Peck) el modelo de poliuretano de la mujer Lemhi Shoshone que es la novia de Theodore Roosevelt.[1]
- Jack Whitehall como Octavius (anteriormente interpretado por Steve Coogan), un soldado romano en miniatura y el mejor amigo de Jedediah.[1]
- Bowen Yang como Ronnie, un guardia nocturno en el museo que se va después de solo unos minutos[1]
- Steve Zahn como Jedediah (anteriormente interpretado por Owen Wilson), un vaquero en miniatura y el mejor amigo de Octavius.[1]

## Producción

### Desarrollo
En 2016, se informó que Alibaba Pictures Group estaba desarrollando una nueva versión de Night at the Museum. En agosto de 2018, la entonces directora ejecutiva de 20th Century Fox, Stacey Snider, anunció que se estaba desarrollando una serie de televisión basada en Night at the Museum. En agosto de 2019, después de la adquisición de 21st Century Fox por parte de Disney, se confirmó que el proyecto aún estaba en desarrollo como una película exclusiva de Disney+.

### Estreno
La película se estrenó exclusivamente en Disney+ el 9 de diciembre de 2022 después de retrasarse desde el lanzamiento de 2021. Esta película se estrenó bajo el estandarte de Walt Disney Pictures en lugar de 20th Century Studios.